# 尤诺内角
尤诺内角（俄语：Мыс Юноны）或中宗谷岬（日语：／）是库页岛南部的海角，南面阿尼瓦湾，属科尔萨科夫区，角上有18户人家，有公路经过，距科尔萨科夫14公里，距居住点1.5公里处还有一个停车场。